# Булгур

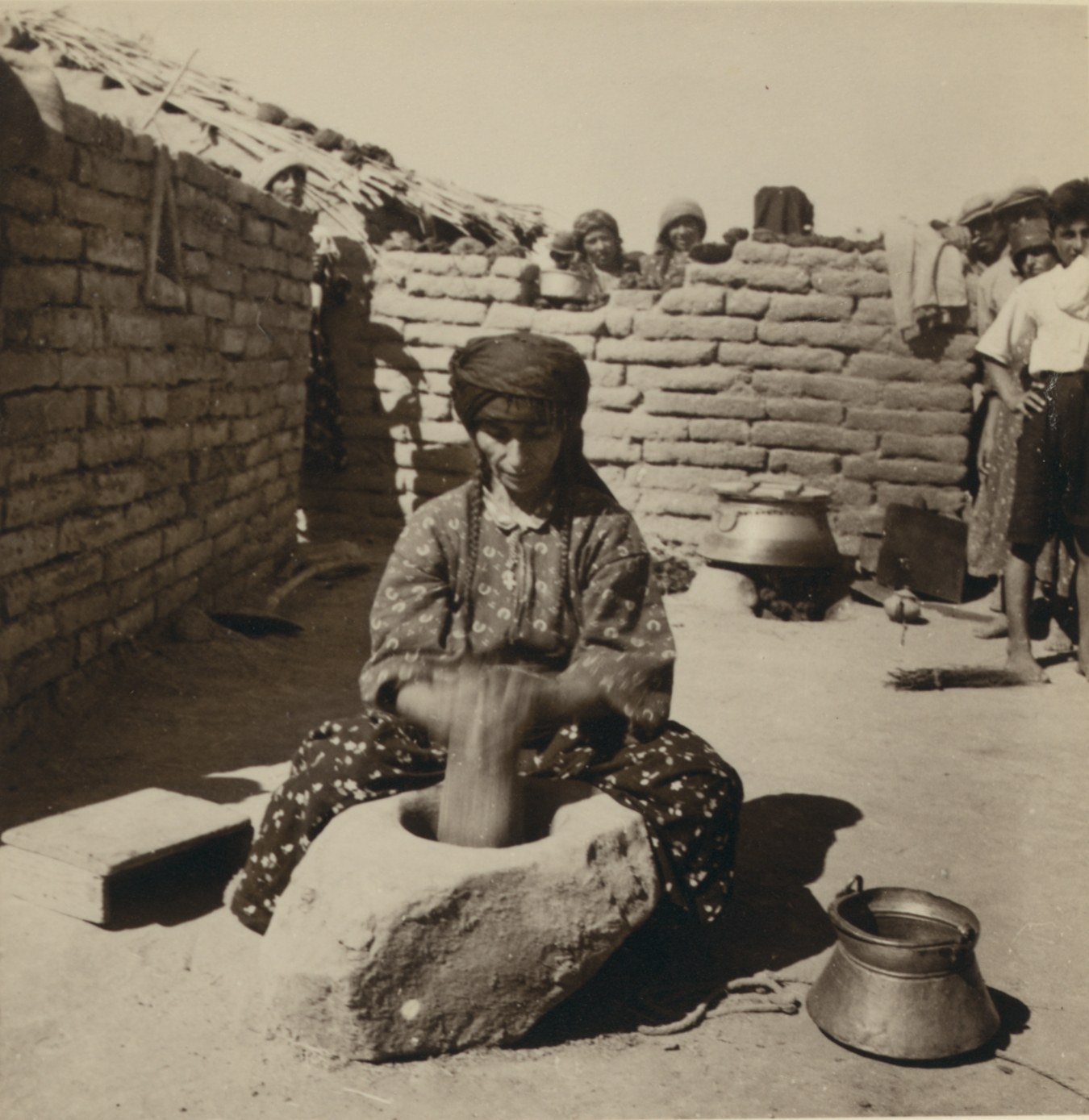
Ассирийская женщина отбивает булгур, 1939

Булгу́р (тур. bulgur), булгор, бурголь, бургуль (араб. برغل‎), бургель, гургур, плигури (греч. Πλιγούρι, турецкий рис) — крупа из обработанной кипятком, высушенной и раздробленной пшеницы. Широко используется на Ближнем Востоке, Кавказе, Юге России, Балканах, севере Индии и в Пакистане, где он называется далия.
Известен с библейских времён (упоминается во Второй книге Царств 17:19 и Книге притчей Соломоновых 27:22 [по контексту], Книге пророка Иезекииля 44:30 и Книге Неемии 10:37). Первое письменное упоминание булгура находят на клинописных табличках времён Ашшурнацирапала II (IX век до н. э.). Самая ранняя археологическая находка датируется 6-м тысячелетием до нашей эры.
Не следует путать булгур с обычной дроблёной пшеницей, не прошедшей тепловую обработку, а также с кускусом.
В странах, куда булгур был завезён, так называют ещё кашу (плов) из этой крупы. Булгур очень гибок в приготовлении различных блюд, он сочетается и с мясом, и с овощами. Примеры блюд с использованием булгура: салат с булгуром и овощами, плов с булгуром, суп с булгуром, ёжики с булгуром.

## Производство
Производство булгура имеет древние традиции, тесно переплетено с культурой, бытом и календарём сельских жителей. Последовательность операций при заготовке булгура известна, неизменна и связана с определёнными обрядовыми сюжетами, например, пением песен или одариванием детей варёной пшеницей.
По мере урбанизации основных стран, потребляющих булгур, его производство освоили предприятия пищевой промышленности. Развиваясь в конкурентной борьбе с массовым сельским производителем, предприниматели добились хороших показателей качества, а в некоторых случаях и превзошли результаты ручного труда крестьян.

### Традиционное производство
В сельских хозяйствах Ближнего Востока заготовка булгура является традиционной кампанией, проходящей летом, после сбора урожая пшеницы. Для заготовки каждой семьёй оставляется несколько центнеров вновь собранного зерна, которое очень тщательно очищается и перебирается.
Подготовленное зерно опускается в кипящую в больших казанах воду и при перемешивании варится. Готовность наступает тогда, когда вся пшеница становится мягкой. Сваренный продукт раскладывается на чистой ровной поверхности для просушки. Такой поверхностью может служить кровля, терраса или даже поверхность двора, закрытая соломенными матами. Сушка происходит от одного до трёх дней с ежедневной двукратной перевалкой пшеницы. В результате зёрна темнеют, съёживаются, их поверхность становится морщинистой. Влажность высушенного полуфабриката составляет 8–10 %.
Затем отваренную и высушенную пшеницу подвергают шелушению. Для этого её снова смачивают и отбивают деревянными молотами в каменных ступах. Другой способ шелушения — с помощью каменного колеса, которое лошадь катает по кругу. Есть и машины для шелушения, но крестьяне в деревнях недовольны результатом их работы и считают, что вкус булгура при механическом шелушении ухудшается.
После отбивки зерно снова складывают на просушку. В результате отруби отделяются от ядер, а ореховый вкус булгура усиливается. Теперь достаточно подбросить обработанную пшеницу вверх (или сбросить с высоты), чтобы под действием ветра шелуха отделилась.
Последний этап подготовки булгура — измельчение. В сельских хозяйствах для этого традиционно используют ручные мельницы с каменными жерновами. После измельчения полученный продукт с помощью сит разделяют на три фракции. В самую крупную попадает 60–70 % исходного продукта, в среднюю — от 20 до 30 %, а в самую тонкую — около 10 %. Поскольку разные части пшеничного зерна имеют тенденцию образовывать при измельчении примерно равные частицы, получается, что в разные фракции булгура попадают преимущественно частицы похожего состава, но отличающегося от частиц других фракций. В результате три фракции булгура имеют разный вкус и используются для приготовления разных блюд.
Тысячелетняя традиция ручной заготовки булгура постепенно уходит в прошлое. Хотя длительный и трудоёмкий процесс имеет глубокие исторические корни, современная пищевая промышленность теснит отсталые фермерские хозяйства. Сейчас булгур производится в промышленных масштабах и продаётся в бакалейных отделах супермаркетов.

### Промышленное производство
Исторически промышленное производство булгура (как и многих других продуктов) сначала полностью повторяло классический процесс, ежегодно воспроизводимый на крестьянских подворьях. Разница заключалась в объёмах продукта. Пшеницу варили в больших стационарных котлах, затем выгружали в ручные тачки и везли сохнуть на солнце на три дня. Производственный процесс носил сезонный характер, например, в Калифорнии — с марта по октябрь. Естественно, первым изменением в технологии была покупка сушилки, позволявшая перейти на круглогодичное производство.
Норман Кент приводит два процесса для получения продукта, который можно назвать «булгур». Оба являются вариантами друг друга — пшеничное зерно в течение длительного времени (часов) насыщают влагой, а потом обрабатывают па́ром и сушат. Разница между ними в том, что в одном случае зерно увлажняют, постепенно поднимая температуру, а затем обрабатывают па́ром под давлением 2 атм. в течение 15 минут. А во втором — зерно увлажняют последовательно в трёх ёмкостях с разными условиями температура—влажность, а затем 1,5 минуты обрабатывают па́ром под давлением 3 атм. на отдельной установке непрерывного действия.
Полученный продукт так или иначе сушат, обрушивают, дробят и разделяют на фракции.
Кент отмечает, что первый из указанных процессов был разработан в 1945 году для утилизации излишков американской пшеницы, чтобы использовать полученный продукт в гуманитарных миссиях. История семьи́ Пёч также утверждает, что вторая мировая война значительно интенсифицировала темпы производства. Затем шло совершенствование технологий. Второй процесс Н. Кент датирует 1962 годом. Это совпадает с появлением фабрик на Ближнем Востоке. Так постепенно было создано современное производство булгура.

### Виды булгура
На примере продукции турецких предприятий:
- Цельный булгур (Başbaşı Bulgur) — цельное зерно, очищенное от оболочек. Булгур до этапа дробления. Используется для фаршировки овощей, в пловах и супах.
- Крупнозернистый или крупный булгур для плова (İri Pilavlık Bulgur) — менее крупный, чем разновидность Başbaşı Bulgur. Идёт в плов или долму.
- Булгур или булгур для плова (Pilavlık Bulgur) — обычный булгур, используется в пловах и салатах.
- Мелкий или Мидьятский булгур для плова (İnce Pilavlık [Midyat] Bulgur) — в некоторых районах Турции предпочитают именно его. Может быть использован в супах, салатах, плове и фаршированных овощах.
- Булгур для кюфты (Köftelik Bulgur) — мельче Мидьятского булгура. Используется для приготовления кюфты, салатов, супов и различных каш.
- Мелкий булгур для кюфты или булгур для холодной кюфты (İnce Köftelik [Çiğ Köftelik] Bulgur) — ещё мельче, чем простой булгур для кюфты. Используется при изготовлении холодной кюфты, десертов, супов и салатов.
- Тёмный булгур для плова (Esmer Pilavlık Bulgur) — изготавливается из тёмных сортов пшеницы — «Esmer Bezostiye» или «Esmer Golia», которые являются разновидностью обычной жёлтой твёрдой пшеницы с окрашенной оболочкой зёрен. Логически рассуждая, этот булгур не должен отличаться от обычных сортов ничем, кроме цвета. Но традиционно его не считают пригодным для диетического питания.
- Тёмный булгур для кюфты или мелкий тёмный булгур для холодной кюфты (Esmer Köftelik Bulgur [İnce Esmer Çiğ Köftelik Bulgur]) — почти исключительно используется для приготовления холодной кюфты. Так как благодаря мягкости быстро готовится. Но может быть также использован в салатах и супах.
- Нешлифованный булгур[* 5] для плова (Kepekli Pilavlık Bulgur) — крупа, у которой оставлена часть оболочки зерна, чтобы сохранить в ней витамины и питательные вещества. Такой булгур можно использовать в диетическом питании и для людей, которые нуждаются в похудении.
- Нешлифованный булгур для кюфты (Kepekli Köftelik Bulgur) — как и булгур жёлтых сортов, может быть использован в салаты, десерты и супы.

Другие предприятия могут делить свою продукцию на иное число фракций. Например, довольно популярным является выпуск «полурубленного» булгура (Half Cuts Bulgur). Встречается также «⅔ Cuts Bulgur».
Нужно дополнительно отметить, что представленное выше — виды (или типы) булгура, но не сорта. Сортамент предприятия может содержать значительное количество вариантов поставок, например, смесь булгура с лапшой для приготовления соответствующего турецкого блюда, или экологически чистый (органик) булгур.

## Использование

### Пищевая ценность
Данные по пищевой ценности булгура приведены в карточке продукта справа. Сравнительные значения питательных элементов для булгура, риса и гречки представлены в таблице внизу.
| Питательные вещества | Ед. измерения | Булгур | Рис   | Гречка |
| -------------------- | ------------- | ------ | ----- | ------ |
| Белки                | г             | 12,29  | 7,13  | 11,73  |
| Жиры                 | г             | 1,33   | 0,66  | 2,71   |
| Углеводы             | г             | 75,87  | 79,95 | 74,95  |
| Клетчатка            | г             | 12,5   | 1,3   | 10,3   |
| Кальций              | мг            | 35,0   | 28,0  | 17,0   |
| Железо               | мг            | 2,46   | 0,8   | 2,47   |
| Магний               | мг            | 164,0  | 25,0  | 221,0  |
| Фосфор               | мг            | 300,0  | 115,0 | 319,0  |
| Калий                | мг            | 410,0  | 115,0 | 320,0  |
| Натрий               | мг            | 17,0   | 5,0   | 11.0   |
| Цинк                 | мг            | 1,93   | 1,09  | 2,42   |
| Тиамин               | мг            | 0,232  | 0,07  | 0,224  |
| Рибофлавин           | мг            | 0,115  | 0,049 | 0,271  |
| Ниацин               | мг            | 5,114  | 1,6   | 5,135  |
| Витамин B-6          | мг            | 0,342  | 0,164 | 0,353  |
| Фолиевая кислота     | мкг           | 27     | 8     | 42     |
| Калорийность         | ккал          | 342    | 365   | 346    |

Из таблицы видно, что по питательной ценности булгур сравним с гречневой крупой. Особо выделяется в нём содержание калия, фосфора и железа, а также клетчатки (пищевых волокон).
| Питательные вещества | Ед. измерения | Булгур | Рис   | Гречка |
| -------------------- | ------------- | ------ | ----- | ------ |
| Белки                | г             | 3,08   | 2,69  | 3,38   |
| Жиры                 | г             | 0,24   | 0,28  | 0,62   |
| Углеводы             | г             | 18,58  | 28,17 | 19,94  |
| Клетчатка            | г             | 4,5    | 0,4   | 2,7    |
| Кальций              | мг            | 10     | 10    | 7      |
| Железо               | мг            | 0.96   | 0,20  | 0,80   |
| Магний               | мг            | 32     | 12    | 51     |
| Фосфор               | мг            | 40     | 43    | 70     |
| Калий                | мг            | 68     | 35    | 88     |
| Натрий               | мг            | 1      | 5,0   | 4      |
| Цинк                 | мг            | 0.57   | 0,49  | 0,61   |
| Тиамин               | мг            | 0,057  | 0,020 | 0,040  |
| Рибофлавин           | мг            | 0,28   | 0,013 | 0,039  |
| Ниацин               | мг            | 1      | 0,400 | 0,940  |
| Витамин B-6          | мг            | 0,083  | 0,093 | 0,077  |
| Фолиевая кислота     | мкг           | 18     | 3     | 14     |
| Калорийность         | ккал          | 83     | 130   | 92     |

Для отварных круп соотношения значительно меняются:
- Между гречкой и рисом булгур самая бедная на калории крупа. По сравнению с рисом булгур «легче» более чем в полтора раза;
- Отварной булгур содержит в 1,5 раза больше клетчатки, чем гречка, и в 11 раз больше, чем рис;
- По трём микроэлементам, которые отличают сухой булгур от конкурентов — калий, фосфор, магний — крупа при варке испытывает серьёзные потери, проваливаясь по фосфору даже ниже риса;
- По витаминам, наоборот, булгур проявляет хорошие удерживающие свойства, опережая гречку по содержанию тиамина, ниацина, витамина B-6 и фолиевой кислоты.

По общему мнению диетологов, булгур будет полезен пожилым людям и тем, кто склонен к полноте.

### Потребительская ценность
- Булгур — богатая витаминами и микроэлементами крупа. Она может быть использована для детского и диетического питания. Исследователи отмечают, что в процессе замачивания полезные вещества и витамины поверхностных слоёв насыщают всю толщу зерна, поэтому обрушивание булгура даёт очень незначительное уменьшение содержания питательных веществ.
- Возделывание пшеницы гораздо более распространено, чем возделывание риса (см. карты ареалов справа), поэтому теоретически булгур — гораздо более доступная крупа, чем конкурирующий с ней рис.
- Ещё одно полезное свойство этой крупы — лёжкость. Свойства зерна в булгуре сильно изменены, крахмал модифицирован и после высыхания превратился в плотную массу. Кроме того, при производстве булгура используются высокие температуры, что приводит к стерилизации поверхности зерна. В результате крупа становится неудобна для питания и проживания насекомых и микроорганизмов. Специалисты пишут о возможности хранения булгура до полугода в широком диапазоне условий. Ассирийские крестьяне же, по свидетельству этнографов, вообще считают, что булгур может храниться вечно.[источник не указан 2544 дня]

### Использование в кулинарии
В кухнях народов мира булгур используется крайне неравномерно. В традиционной турецкой кухне он широко распространён, но чем дальше от её границ, тем ниже падает значение этой крупы. В современных условиях булгур следует за своими потребителями, которые легко перемещаются по миру, поэтому эту крупу можно встретить в супермаркетах Великобритании, Швеции, Канады и США. Кроме того, к булгуру подогревают интерес диетологи, рекомендуя этот продукт худеющим; и вегетарианцы разных направлений, стремясь разнообразить свой стол.
Традиционно противопоставление риса и булгура. Если посмотреть историческую тенденцию, то в древние времена на территории Северной Индии, Центральной и Передней Азии, Причерноморья и Средиземноморья в кулинарии господствовал булгур. Рис в этих регионах (за исключением Индии) стал известен после походов Александра Македонского. После этого центром античного рисоводства стало Средиземноморье, но особого распространения тогда рис не получил. Это случилось позже. Постепенно использовать рис стало престижно, поскольку дорогую привозную крупу могли покупать только богатые люди. В результате булгур стал ассоциироваться с пищей бедняков. И во многих географических областях рис постепенно вытеснил булгур, частично или полностью. Эта ситуация используется в саркастической арабской поговорке «Рис сожалеет, что булгур повесился».

## Приготовление
Булгур обычно готовится путём предварительного обжаривания на масле с дальнейшей кратковременной варкой. Предварительная промывка, а также промывка после варки не требуются. В таком виде булгур входит, например, в салат табуле. Также из него готовят арабские котлеты, супы, каши, плов. Булгур грубого помола можно варить. Булгур тонкого и очень тонкого помола используют в пищу после замачивания без варки. Булгур грубого помола обладает более низким гликемическим индексом.